# 壱岐市立石田中学校
壱岐市立石田中学校（いきしりついしだちゅうがっこう, Iki City Ishida Junior High School）は、長崎県壱岐市石田町石田西触にある公立中学校。略称は「石中」（いしちゅう）。

## 概要
歴史
1947年（昭和22年）学制改革により開校した。2011年（平成23年）に中学校規模適正化（統廃合）が行われ、市内にあった10校を石田地区・芦辺地区・勝本地区・郷ノ浦地区の4地区に1校ずつ、計4校に統合した。他の3地区とは異なり、石田地区にはもともと中学校が1校だけあったため、形式上は統合だが、校名・校舎・校訓・校章・校歌などは石田中学校のものをそのまま踏襲している。
校訓
「明朗、積極、創造」
校章
不幸な戦争からの復興と平和を希求し、ペンが表現するもの、思想や文化は心を動かし武器よりも大きな力を発揮することを示している。2本のペンは「勤勉」と「友愛」の精神。生徒と職員でデザインされたと言われている。
校歌
統合前の石田中学校のものを踏襲。作詞は山本文夫、作曲は松本文枝によるもの。3番まであり、各番とも「われら われら 石中健児」で終わる。
校区
壱岐市石田地区全域（壱岐市立石田小学校・壱岐市立筒城小学校）
スクールバス
壱岐市内の中学校で唯一スクールバスが運行されていない。

## 沿革
- 1947年（昭和22年）4月1日 - 学制改革により、「石田村立石田中学校」が開校。校舎は石田小学校併設の旧・石田青年学校のものを譲り受ける。PTAが創立。
- 1948年（昭和23年）3月31日 - 石田青年学校が廃止。
- 1950年（昭和25年） - 青年学級を開設。
- 1954年（昭和29年） - 校歌を制定。
- 1956年（昭和31年） - 校旗を購入。
- 1961年（昭和36年） - 鉄筋コンクリート造2階建て4教室が完成。
- 1962年（昭和37年） - ミルク給食を開始。
- 1965年（昭和40年） - 熊の噴水が完成。スポーツ少年団を結成。
- 1966年（昭和41年） - 日時計が完成。第1回立春式を実施。特殊学級（現・特別支援学級）を開設。
- 1967年（昭和42年） - 正門が完成。
- 1968年（昭和43年） - 道路わきのコンクリート塀・講堂前水飲場が完成。
- 1969年（昭和44年） - 旧校舎を解体。
- 1970年（昭和45年）8月1日 - 町制施行により、「石田町立石田中学校」に改称。
- 1981年（昭和56年） - 体育館が完成。
- 1982年（昭和57年） - 相撲場が完成。
- 1984年（昭和59年） - テレホンサービスを開始。
- 1985年（昭和60年） - 歩道橋が完成。
- 2004年（平成16年）3月1日 - 4町合併により、「壱岐市立石田中学校」（現在名）に改称。
- 2011年（平成23年）4月1日 - 壱岐市中学校規模適正化によって、市内中学校が10校から4校に統合。

## アクセス
- バス - 壱岐交通「津の宮」「筒城入口」（路線バス）、「石田校」（スクールバス用）

## 周辺
- 壱岐市役所石田支所
- 壱岐市立いしだこども園
- 壱岐市立石田小学校
- 石田スポーツセンター
- JA壱岐市石田支所（2020年2月7日をもって廃止）
- 平山医院（2023年閉院）